# Sabie de jandarmi călări, model 1895
Sabia de jandarmi călări, model 1895 a fost o armă albă din categoria săbiilor, aflată în dotarea soldaților  Armatei României din arma jandarmeriei, în Primul Război Mondial. Săbiile au fost fabricate de firma P.D. Lüneschloss din Solingen. 
Sabia avea lamă dreaptă din oțel, cu tăiș, contratăiș și șanț median. Pe muchia netăioasă a lamei, sub gardă, era gravată inscripția Gendarmerie Md 1895. Mânerul era confecționat din ebonită maronie. Garda avea o scoică la bază și o ramură posterioară curbată spre lamă. Teaca era confecționată din metal alb, având două brățări și două inele pentru prindere. 